# Scatman John
Scatman John, pseudonimo di John Paul Larkin (El Monte, 13 marzo 1942 – Los Angeles, 3 dicembre 1999), è stato un cantautore, pianista e rapper statunitense.
Gravemente balbuziente, riuscì ad applicare la sua disfluenza alla musica, inventando un genere musicale unico che univa lo scat al jazz e all'europop. Le sue principali influenze artistiche furono Ella Fitzgerald, Charlie Parker e John Coltrane. Nella sua carriera ha venduto 52 milioni di album e ha vinto 14 dischi d'oro e 18 dischi di platino. Le sue hit, Scatman (Ski Ba Bop Ba Dop Bop) e Scatman's World, sono state in cima alle classifiche mondiali tra il 1994 e il 1996.

## Biografia

### Infanzia
Figlio di William Francis Larkin (1911-1989), un impiegato di borsa, e Harriet Elizabeth Cobb (1916-2007), è nato a El Monte, in California, e una delle sue caratteristiche più importanti è stata una forma di balbuzie che sviluppò fin da quando iniziò a parlare; questo fatto influenzò profondamente la sua infanzia, ricca di traumi emotivi che la resero particolarmente dura per il giovane John. La balbuzie non migliorò affatto negli anni tanto che, nel 1995, all'apice della sua carriera, i giornalisti scrivevano che durante le interviste «difficilmente riusciva a finire una frase senza doversi ripetere sette volte».
A dodici anni iniziò a imparare a suonare il pianoforte, mentre due anni più tardi, l'ascolto di Ella Fitzgerald e di Louis Armstrong gli fecero nascere l'interesse per la musica scat. Grazie alla musica, Larkin riusciva a esprimersi in un modo che non gli era permesso con il linguaggio e questo migliorò notevolmente la sua situazione psicoemotiva. In un'intervista risalente al 1996, lo stesso Larkin dichiarò che «suonare il pianoforte mi dava modo di parlare, mi nascondevo dietro il pianoforte per la paura di parlare».

### Gli esordi artistici e i problemi di dipendenza
Larkin divenne pianista jazz tra gli anni settanta e gli anni ottanta, suonando in diversi club di Los Angeles. Nel 1986 uscì l'album omonimo John Larkin, prodotto dall'etichetta Transition Records; quest'ultimo vendette assai poco, tanto che, tempo dopo, lo stesso autore asserì di aver «centinaia (di copie) sparse in un ripostiglio di casa sua». Così Larkin cominciò a fare pesante uso di alcol e di droghe. Nel 1986, con la morte del suo grande amico Joe Farrell, Larkin decise di cambiare il suo modo di vivere.

### La nascita diScatman John
Nel 1990 si trasferì a Berlino proseguendo la sua carriera suonando in locali jazz, sulle navi da crociera, nei bar e in vari club di tutta la Germania. Durante queste esperienze maturò la decisione di aggiungere stabilmente il canto ai suoi spettacoli, cosa che aveva fatto solo parzialmente; un contributo fondamentale a questa decisione fu dato da un'ovazione che Larkin ricevette per l'interpretazione della canzone On the Sunny Side of the Street che aveva eseguito al termine di una delle sue performance strumentali. Fu proprio di questi tempi che il suo agente Manfred Zahringer gli suggerì di combinare il suo canto in stile scat con la moderna dance music e con i suoni dell'hip hop.
Dal momento che la maggiore paura di Larkin sul suo nuovo modo di fare musica era che la gente si accorgesse della sua balbuzie, fu la moglie Judy che gli suggerì di parlarne direttamente nelle canzoni, per esorcizzare la sua paura. Con la collaborazione dei produttori dance Ingo Kays e Tony Catania, Larkin registrò il suo primo singolo, Scatman (Ski Ba Bop Ba Dop Bop), una canzone che aveva l'obiettivo di convincere i bambini balbuzienti a superare la loro difficoltà di relazione con gli altri. Con l'uscita del suo singolo, Larkin adottò il nome d'arte di Scatman John.

### Scatmane il successo mondiale
Scatman (Ski Ba Bop Ba Dop Bop) fu concepito mentre stava lavorando presso l'albergo Alexandra con il cantante danese Markus Pe in Norvegia, nell'agosto 1994. Fu registrato nel settembre 1994 e pubblicato in Germania nel dicembre dello stesso anno. Questa canzone divenne ben presto il trampolino di lancio per Scatman John che divenne un fenomeno mondiale, tanto da vendere 52 milioni di album e 21 milioni di singoli in tutto il globo. Così, nel 1995, a 53 anni, Larkin divenne una star internazionale. Nonostante le vendite di Scatman inizialmente fossero state piuttosto modeste, la canzone pian piano cominciò ad essere diffusa in tutta Europa. Raggiunse la posizione numero 1 in molti dei paesi in cui fu distribuita e vendette oltre sei milioni di copie. Scatman (Ski Ba Bop Ba Dop Bop) rimase la sua canzone più celebre e quella con il maggior numero di vendite rimanendo nella Official Singles Chart per molte settimane. Durante quell'anno partecipò al Festivalbar.
Dopo il successo del brano singolo, Scatman John fece uscire il suo album da esordiente intitolato Scatman's World. Il disco vendette tre milioni di copie e fece registrare il nuovo record mondiale per il maggior numero di paesi in cui era stato venduto. Più tardi partì un tour di concerti promozionali in Europa e in Asia. «Una volta, in Spagna, sono salito sul palco e i ragazzi del pubblico hanno continuato a urlare per cinque minuti, non lasciandomi iniziare a cantare», raccontò una volta Larkin. Durante una delle interviste per promuovere l'album, accadde un fatto curioso: un giornalista, sorpreso da come filavano normalmente le parole dell'intervistato, domandò se la balbuzie di cui si parlava non fosse altro che un ulteriore modo per fare più notizia. Scatman John fu scioccato di trovarsi, per la prima volta, imbarazzato per la sua eloquenza piuttosto che per la sua balbuzie.
Nella sua carriera, Scatman John ha ricevuto un totale di 14 dischi d'oro e 18 di platino per i suoi album e singoli.

### Il dopo-Scatman's World
Il secondo album di Scatman, Everybody Jam! fu pubblicato nel 1996. Nonostante in nessun paese quest'album si sia avvicinato al successo di quello del debutto, i singoli e l'album stesso conobbero forti vendite in Giappone, la nazione in cui Scatman John ebbe più successo che in ogni altro paese del mondo. In Giappone, Scatman John era così celebre che i negozi di giocattoli vendevano bamboline con le sue fattezze e la sua immagine appariva in molte schede telefoniche e sulle lattine di Coca-Cola. La versione giapponese di Everybody Jam! includeva ben cinque bonus tracks, incluse Su Su Su Super Kirei e Pripri Scat che erano state commissionate da alcune aziende locali.

### Gli ultimi anni
Nel 1999, Scatman John pubblicò il suo terzo e ultimo album, Take Your Time. Solo più tardi si venne a sapere che già dal tardo 1998 era in lotta con la malattia che lo avrebbe portato alla morte: un cancro al polmone che lo costrinse presto a un trattamento intensivo, sebbene Scatman John continuasse a lavorare nonostante gli fosse stato più volte consigliato di ridurre il carico di impegni. Durante il periodo della malattia mantenne un atteggiamento positivo, arrivando a dichiarare che «Qualunque cosa Dio voglia per me, va bene. Ho avuto una bella vita. Ho provato la bellezza».
John Paul Larkin morì nel tardo pomeriggio del 3 dicembre 1999 nella sua casa di Los Angeles. Il suo corpo venne cremato e le sue ceneri conservate dalla moglie, finché due anni dopo, eseguendo le sue volontà si tenne il funerale su un panfilo accompagnato da tanti amici e da un'orchestrina, durante il quale le ceneri vennero disperse nel Pacifico al largo di Malibù.

## Discografia

### Album
- 1986 – John Larkin (pubblicato come John Larkin)
- 1995 – Scatman's World
- 1996 – Everybody Jam!
- 1999 – Take Your Time

### Raccolte
- 2002 – Listen to the Scatman
- 2002 – The Best of Scatman John

### Singoli
- 1994 – Scatman (Ski Ba Bop Ba Dop Bop)
- 1995 – Song of Scatland
- 1995 – Scatman's World
- 1995 – Popstar
- 1996 – Only You
- 1996 – Su Su Su Super Kirei
- 1996 – Pripri Scat
- 1996 – Everybody Jam!
- 1997 – Let It Go
- 1998 – Scatmambo (Patricia)
- 1999 – The Chickadee Song
- 1999 – Ichi, Ni, San... Go!
- 1999 – Take Your Time

## Videografia

### Video musicali
| Anno | Video                             | Regista          |
| ---- | --------------------------------- | ---------------- |
| 1994 | "Scatman (Ski Ba Bop Ba Dop Bop)" | Kerstin Mueller  |
| 1995 | "Scatman's World"                 | Martin Weisz     |
| 1995 | "Song of Scatland"                | Martin Weisz     |
| 1996 | "Everybody Jam!"                  | Hannes Rossacher |
| 1996 | "Su Su Su Super Kirei"            |                  |